# Wiktorka
Wiktorka – przysiółek wsi Wysocice w Polsce położony w województwie małopolskim, w powiecie miechowskim, w gminie Gołcza, przy drodze do Czapel Małych.
W jego skład wchodzi kilka gospodarstw.
Wierni kościoła rzymskokatolickiego należą do parafii pw. św. Mikołaja w Wysocicach.
W latach 1975–1998 przysiółek administracyjnie należał do województwa krakowskiego.

## Historia
Według tradycji miejscowej nazwa ta została nadana nowo powstałemu przysiółkowi dla upamiętnienia jednego z przodków rodziny Milieskich (dziedziców Wysocic) o imieniu Wiktor. Nazwa „Wiktorka” jest wzmiankowana w aktach parafialnych pod r. 1870. Według tradycji w miejscu, gdzie dziś znajduje się gospodarstwo Szynclów była niegdyś owczarnia, a „owczarzem” była osoba o nazwisku Szyncel rodem z Austrii. Była tu też leśniczówka – leśniczym był Burski a po nim Andruszewicz.
Wiktorka rozbudowała się po wielkiej parcelacji dóbr Wysocice w latach 1900-05. Dalsza rozbudowa nastąpiła po 1945 r. 
Folwark „Wiktorka” należący do dóbr „Wysocice” jest wzmiankowany w „Słowniku Geograficznym Królestwa Polskiego”. To ten właśnie folwark zauważył Józef Piłsudski idąc przez Wiktorkę ze swoimi Legionami z Uliny Małej do Władysławia w nocy z 9/10 listopada 1914 r.